# Katalin Kosjár
Katalin Kosjár, coniugata Veghné (Békéscsaba, 2 dicembre 1974), è un'ex cestista ungherese.

## Carriera
Con l'Ungheria ha disputato i Campionati europei del 2001.